# Inger Klint
Inger Elisabeth Ellen Klint z domu Naur (ur. 20 listopada 1890 w Kopenhadze, zm. 7 stycznia 1967 tamże) – duńska florecistka, złota medalistka mistrzostw świata.
Podczas mistrzostw świata w Kopenhadze w 1932 roku (oficjalnie zawody tego cyklu rozgrywane są pod tą nazwą dopiero od 1937) Dunki w składzie Ulla Barding, Aase Holgersen, Inger Klint, Gerda Munck, Grete Olsen i Mitzi With wywalczyły złoty medal we florecie drużynowym. Był to jej jedyny medal zdobyty w zawodach międzynarodowych.
Na igrzyskach olimpijskich w Amsterdamie w 1928 roku odpadła w pierwszej rundzie turnieju floretu indywidualnego. Brała też udział w igrzyskach olimpijskich w Los Angeles w 1932 roku, gdzie w tej samej konkurencji odpadła w drugiej rundzie. 